# Драганов миней
Драгановият миней (наричан още Зографски трефологий) е богослужебна книга от втората половина на ХІІІ век с голямо значение за изучаването на литургическата поезия и музика през Второто българско царство.
Стефан Кожухаров го определя като пръв опит за създаване на български празничен миней. Той е най-ранният известен сборник на оригинална среднобългарска химнография с музикални ноти: покрай преводни текстове включва и служби за свети Иван Рилски, Петка Търновска, Кирил Философ и Методий, цар Петър.
Минеят се състои от 219 пергаментни листа. Повечето от тях се пазят в Зографския манастир (№ I.д.8), малки части се намират в Москва (Руска държавна библиотека, ф. 87 (Григорович), № 1725) и Санкт Петербург (Руска национална библиотека, № Q.п.I.40), а дванадесет листа са в неизвестност.
Преписалият минея книжовник е оставил името си на лист 172а: „Пиши, окааниче Драгане, яко за грехи твоя Бог твой мъчит тя. Пиши, странниче“. Възможно е Драган сам да е превел част от текста, защото на лист 16б той отбелязва: „Сия служба преведена от грьцких книг.“ Красивите плетенично-зооморфни заставки, с които е украсена книгата, вероятно също са негово дело.
Зографската част от ръкописа е в лошо състояние и се нуждае от консервация.